# Shamut
Shamut (in armeno Շամուտ?) è un comune di 334 abitanti (2001) della Provincia di Lori in Armenia.
| Controllo di autorità | VIAF (EN) 131310338 · LCCN (EN) n00011271 · J9U (EN, HE) 987007473620205171 |